# Постсоветское пространство
1. Азербайджан
2. Армения
3. Беларусь
4. Грузия
5. Казахстан
6. Кыргызстан
7. Латвия
8. Литва
9. Молдова
10. Россия
11. Таджикистан
12. Туркменистан
13. Узбекистан
14. Украина
15. Эстония

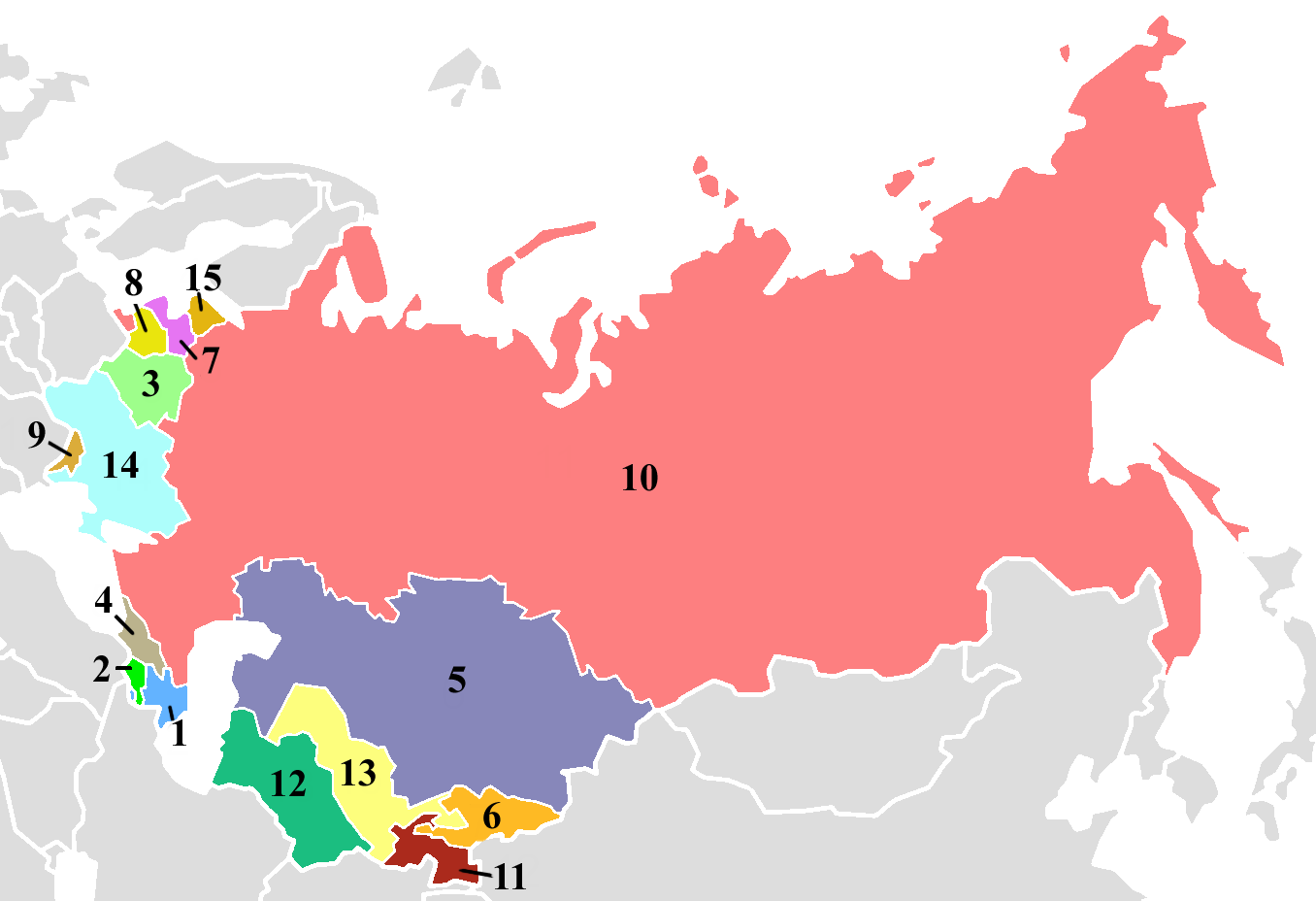
Постсоветские страны по нумерации:

Постсове́тское простра́нство — название территории государств, которые объявили независимость до и в ходе распада СССР в 1991 году.

## Население и языковая ситуация

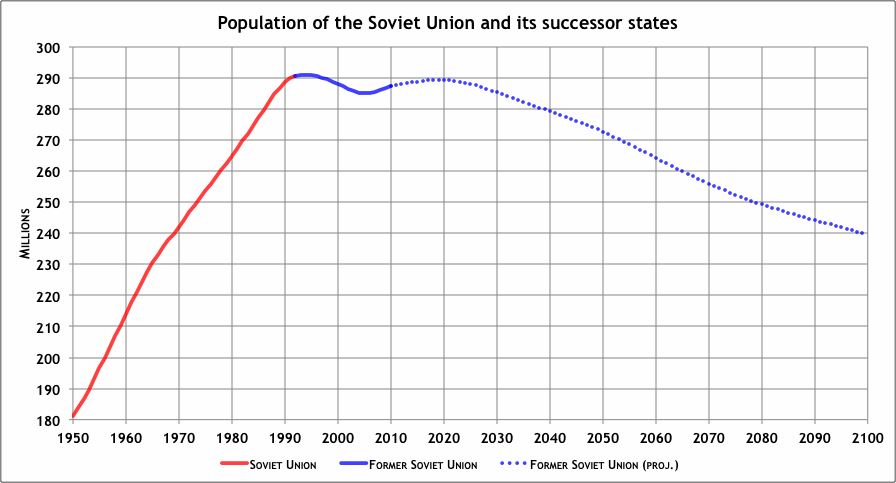
Население СССР и бывшего СССР

Население постсоветского пространства составляет около 290 миллионов человек по оценочным данным на 2022 год. Из них около половины этнические русские, остальные в большинстве случаев сравнительно хорошо владеют русским языком, являясь билингвами либо полиглотами. Во всех постсоветских государствах после распада СССР говорят преимущественно на национальных языках: эти же языки являются государственными в соответствующих постсоветских республиках. Исключение составляет Беларусь: на русском языке говорит подавляющее большинство населения, в результате чего русский язык был признан государственным, наравне с белорусским. Кроме Беларуси русский язык наравне с национальным языком функционирует также в Казахстане, Кыргызстане и Таджикистане, выполняет ряд официальных функций в Узбекистане. Велика доля русскоязычных на Украине и в Молдове. На постсоветском пространстве преобладают восточнославянские (русский, украинский, белорусский), и тюркские языки (азербайджанский, гагаузский, алтайский, башкирский, карачаево-балкарский, казахский, киргизский, каракалпакский, кумыкский, ногайский, узбекский, уйгурский, туркменский, татарский, тувинский, хакасский, чувашский, якутский и др.).
Конфессиональный состав: христиане (в основном, православные), мусульмане (в основном, сунниты ханафитского мазхаба), буддисты и другие.

## Государства и географические регионы

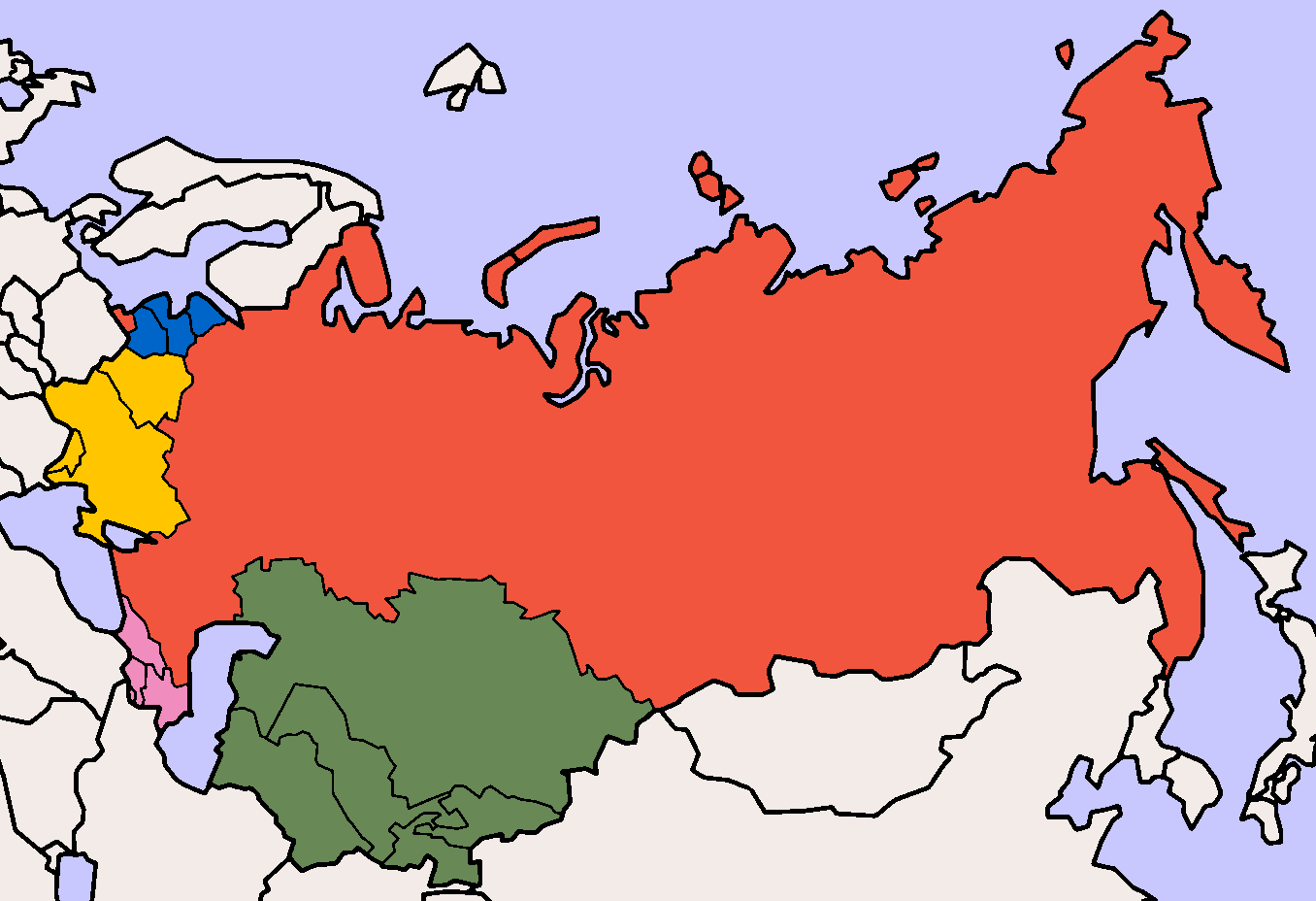
Группы постсоветских государств:
Россия
Страны Балтии
Восточная Европа
Закавказье
Центральная Азия

Постсоветские государства обычно делят на следующие пять групп. Принцип, по которому государство относят к той или иной группе, основывается на географических и культурных факторах, а также на истории взаимоотношений с Россией.
- Россия (в свою очередь состоит из нескольких географических регионов: Восточная Европа и Северная Азия);
- Страны Балтии (Северная Европа):  Латвия,  Литва и  Эстония;
- Восточная Европа:  Беларусь,  Молдова и  Украина;
- Закавказье (Восточная Европа и Передняя Азия[1]):  Азербайджан,  Армения и  Грузия;
- Центральная Азия:  Казахстан[2],  Кыргызстан,  Таджикистан,  Туркменистан и  Узбекистан.

### Основная статистика
| Страна                                    | Герб | Флаг                                      | Столица | Дата провозглашения независимости | Территория (км²) | Население   | Плотность населения (чел./км²) | Дата        | Источник для численности населения                                     |
| ----------------------------------------- | ---- | ----------------------------------------- | ------- | --------------------------------- | ---------------- | ----------- | ------------------------------ | ----------- | ---------------------------------------------------------------------- |
| Союз Советских Социалистических Республик |      | Союз Советских Социалистических Республик | Москва  | 26 декабря 1991                   | 22 402 200       | 293 721 269 | 13,1                           | Разные даты | Разные источники                                                       |
| Азербайджанская Республика (Азербайджан)  |      | Азербайджан                               | Баку    | 30 августа 1991                   | 86 600           | 9 981 457   | 115                            | 2019        | Официальная оценка                                                     |
| Республика Армения (Армения)              |      | Армения                                   | Ереван  | 23 августа 1990                   | 29 743           | 2 986 100   | 100,4                          | 2017        | Официальная оценка                                                     |
| Республика Беларусь (Белоруссия)          |      | Беларусь                                  | Минск   | 25 августа 1991                   | 207 600          | 9 475 600   | 47,89                          | 2018        | Квартальная официальная оценка                                         |
| Грузия                                    |      | Грузия                                    | Тбилиси | 9 апреля 1991                     | 69 700           | 3 729 600   | 65                             | 2018        | Официальная оценка                                                     |
| Республика Казахстан (Казахстан)          |      | Казахстан                                 | Астана  | 16 декабря 1991                   | 2 724 902        | 18 395 660  | 6,74                           | 2019        | Месячная официальная оценка                                            |
| Кыргызская Республика (Кыргызстан)        |      | Кыргызстан                                | Бишкек  | 31 августа 1991                   | 199 951          | 6 389 500   | 31                             | 2019        | Официальная оценка                                                     |
| Латвийская Республика (Латвия)            |      | Латвия                                    | Рига    | 4 мая 1990                        | 64 589           | 1 934 379   | 29,95                          | 2018        | Месячная официальная оценка                                            |
| Литовская Республика (Литва)              |      | Литва                                     | Вильнюс | 11 марта 1990                     | 65 301           | 2 797 184   | 43                             | 2018        | Месячная официальная оценка                                            |
| Республика Молдова (Молдавия)             |      | Молдова                                   | Кишинёв | 27 августа 1991                   | 33 846           | 3 550 900   | 119                            | 2018        | Официальная оценка                                                     |
| Российская Федерация (Россия)             |      | Россия                                    | Москва  | 12 декабря 1991                   | 17 125 191       | 147 182 123 | 8,56                           | 2021        | Перепись                                                               |
| Республика Таджикистан (Таджикистан)      |      | Таджикистан                               | Душанбе | 9 сентября 1991                   | 143 100          | 9 031 000   | 60                             | 2018        | Официальная оценка                                                     |
| Туркменистан (Туркмения)                  |      | Туркменистан                              | Ашхабад | 27 октября 1991                   | 491 200          | 5 758 075   | 10                             | 2017        | Оценка ООН                                                             |
| Республика Узбекистан (Узбекистан)        |      | Узбекистан                                | Ташкент | 31 августа 1991                   | 447 400          | 33 254 100  | 74,1                           | 2019        | Официальная оценка                                                     |
| Украина                                   |      | Украина                                   | Киев    | 24 августа 1991                   | 603 549          | 42 248 598  | 73,92                          | 2017        | Месячная официальная оценка                                            |
| Эстонская Республика (Эстония)            |      | Эстония                                   | Таллин  | 8 мая 1990                        | 45 227           | 1 329 460   | 29,22                          | 2021        | Официальная оценка Архивная копия от 23 ноября 2012 на Wayback Machine |

### Текущие президенты государств

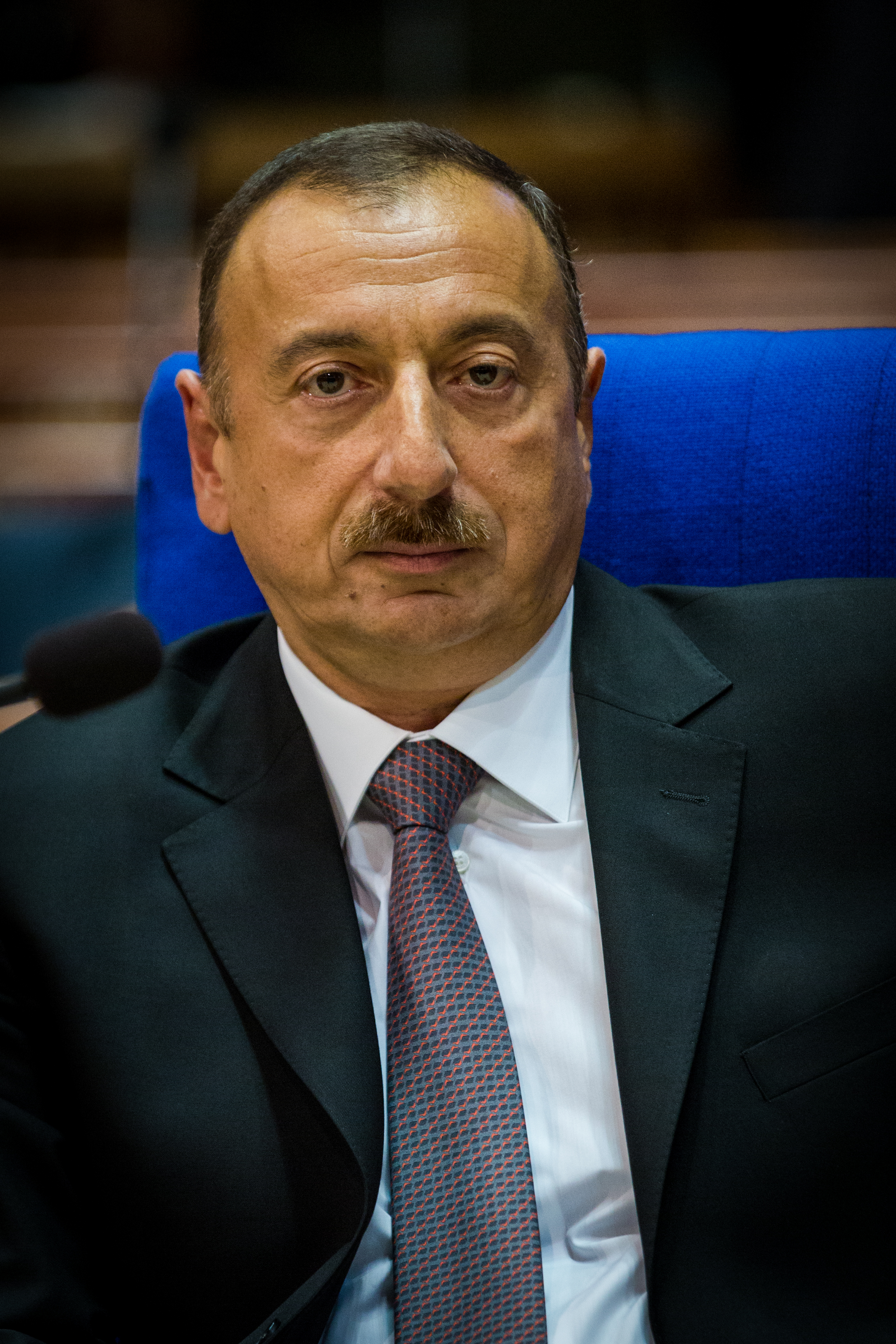
Азербайджан Ильхам Алиев Президент Азербайджана
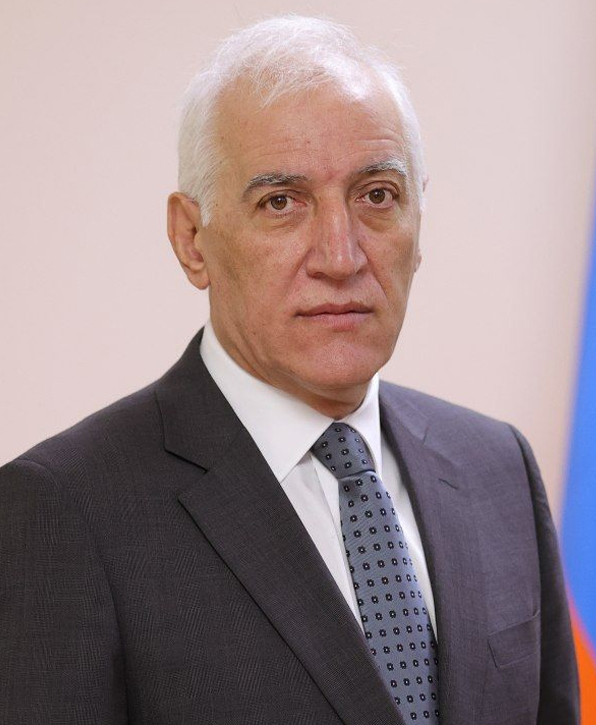
Армения Ваагн Хачатурян Президент Армении
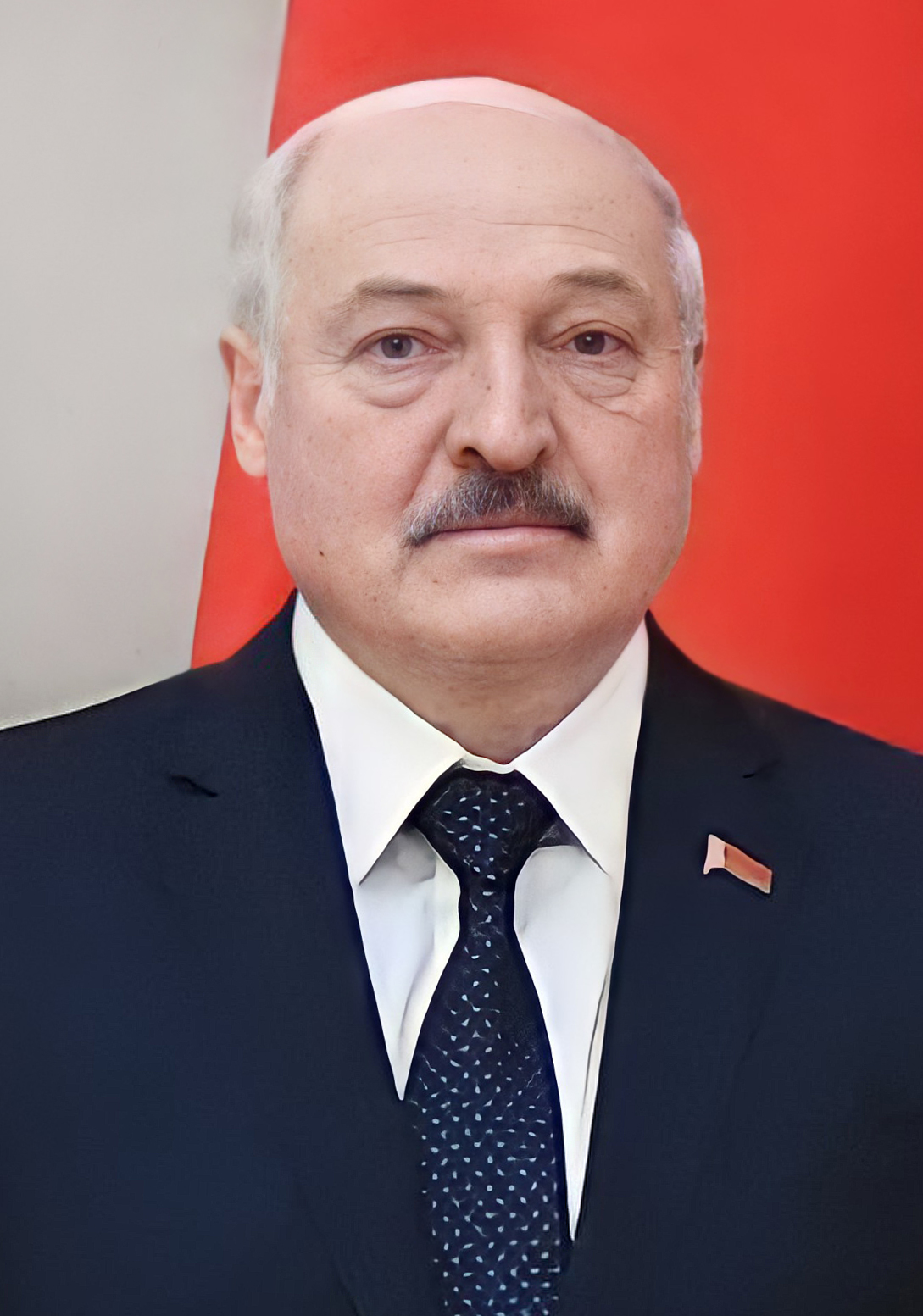
Беларусь Александр Лукашенко Президент Беларуси
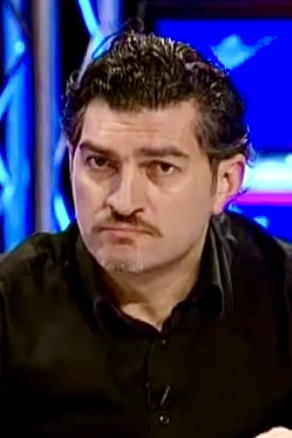
Грузия Михаил Кавелашвили Президент Грузии
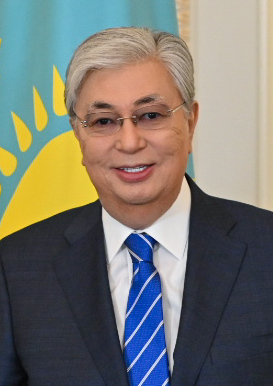
Казахстан Касым-Жомарт Токаев Президент Казахстана
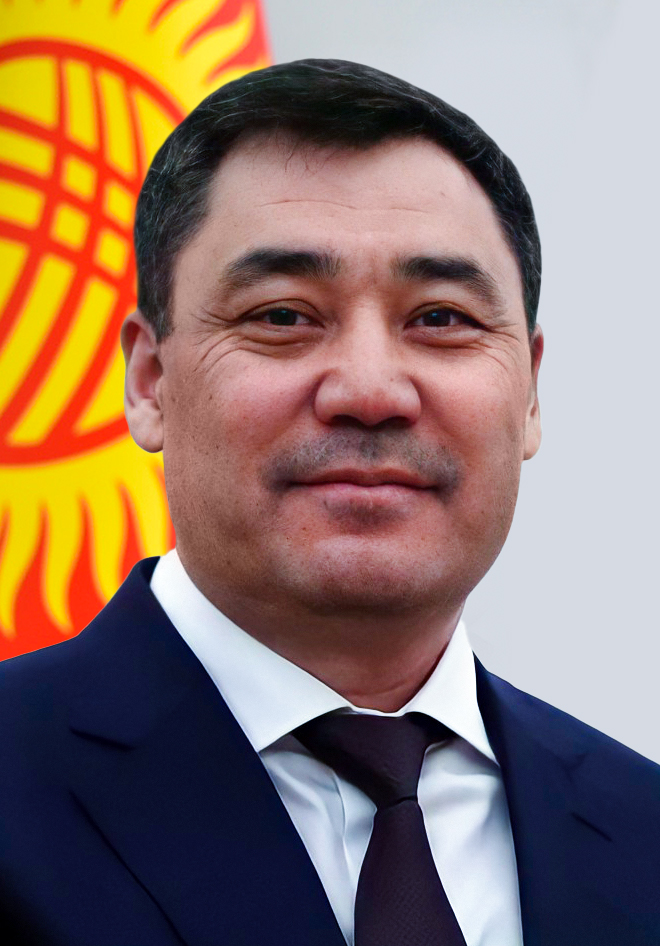
Кыргызстан Садыр Жапаров Президент Кыргызстана
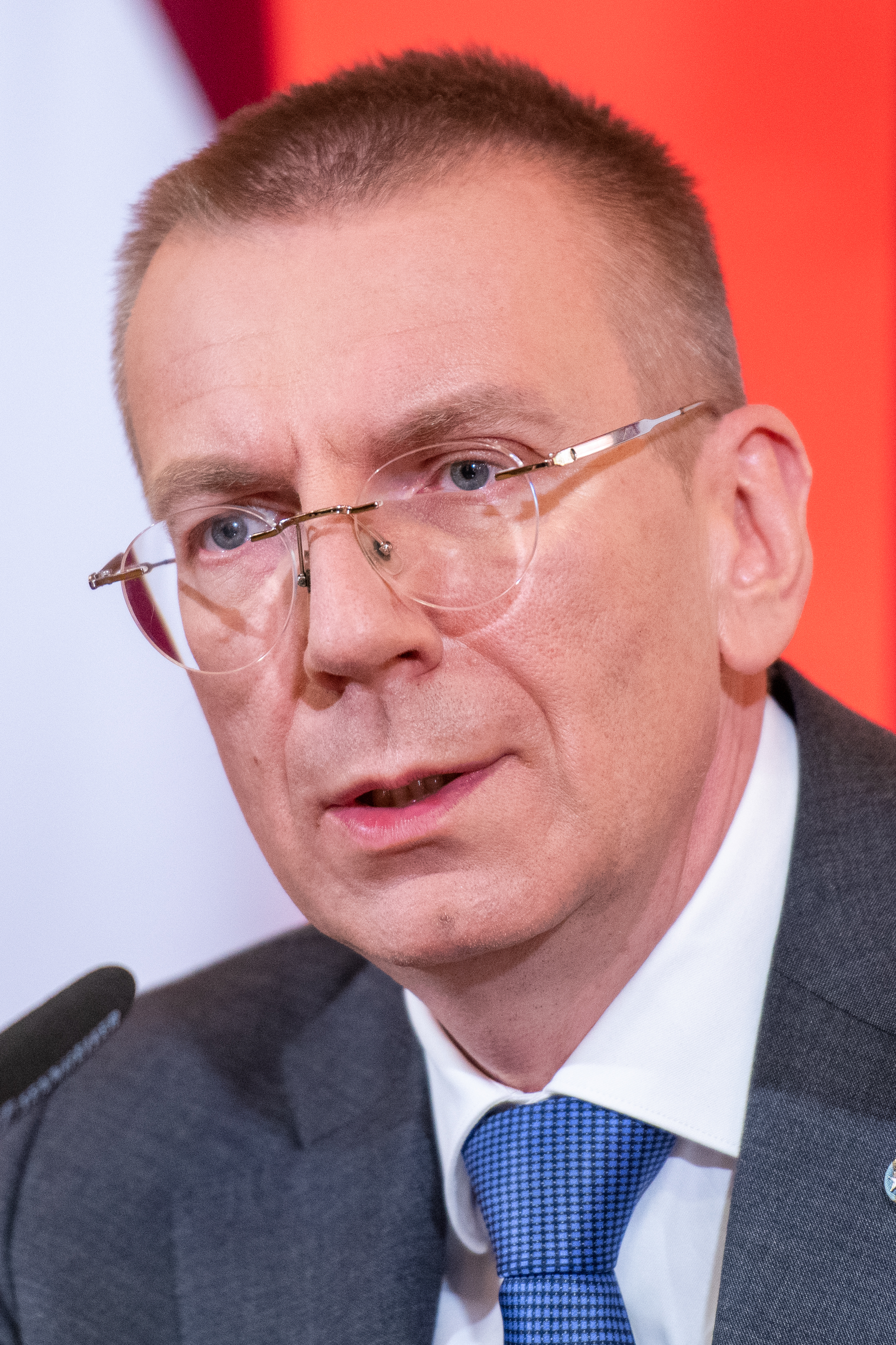
Латвия Эдгарс Ринкевичс Президент Латвии
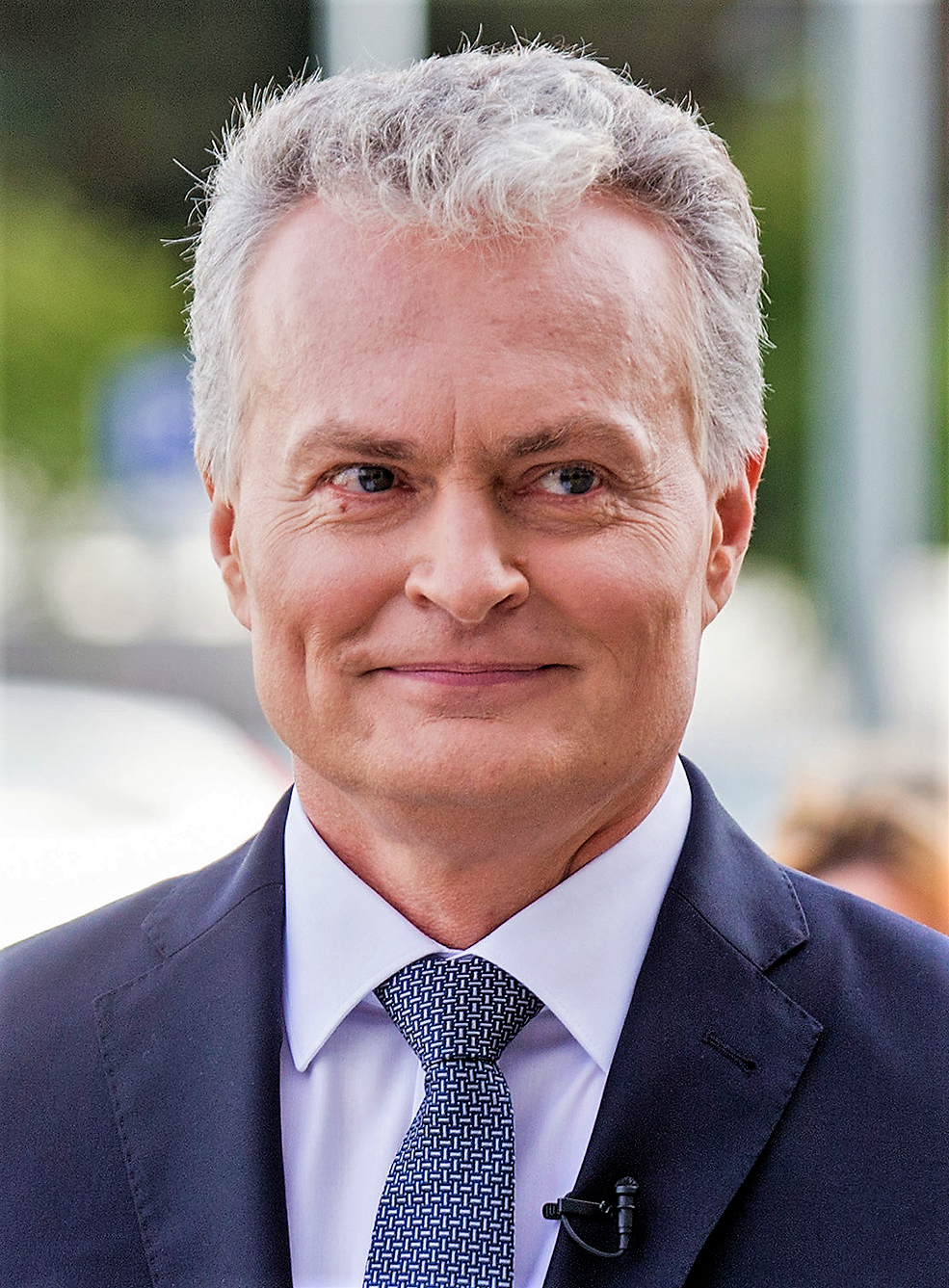
Литва Гитанас Науседа Президент Литвы
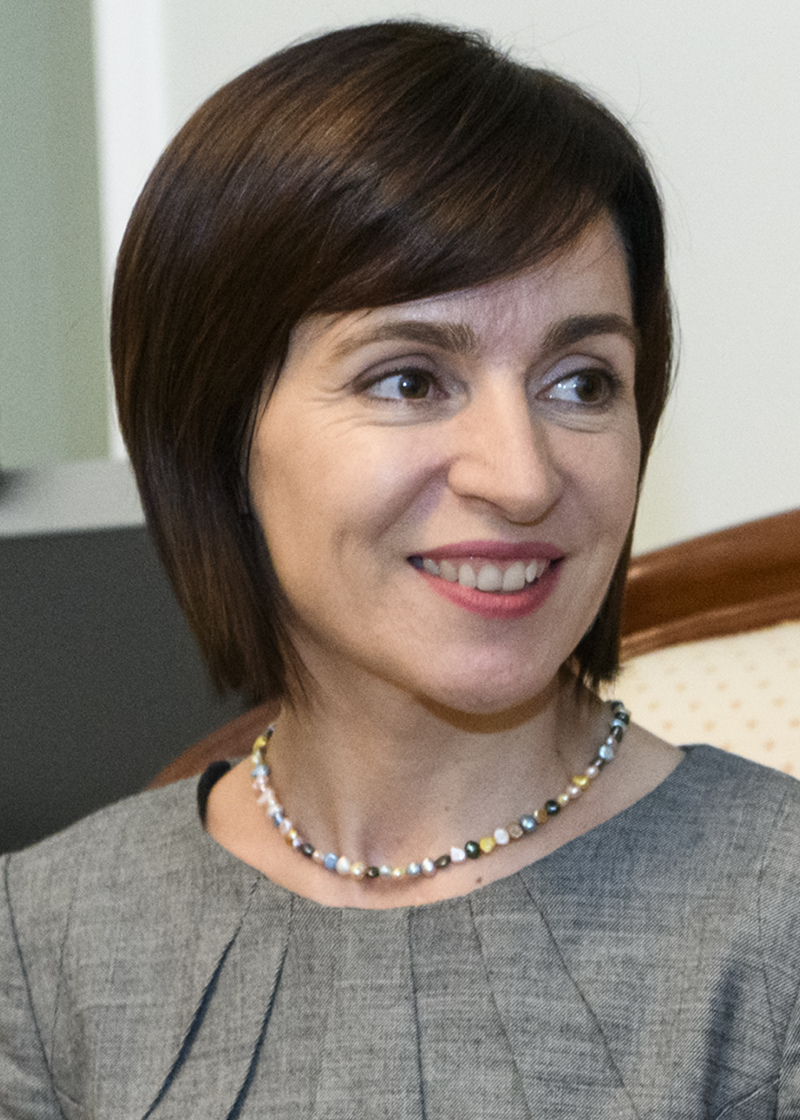
Молдова Майя Санду Президент Молдовы
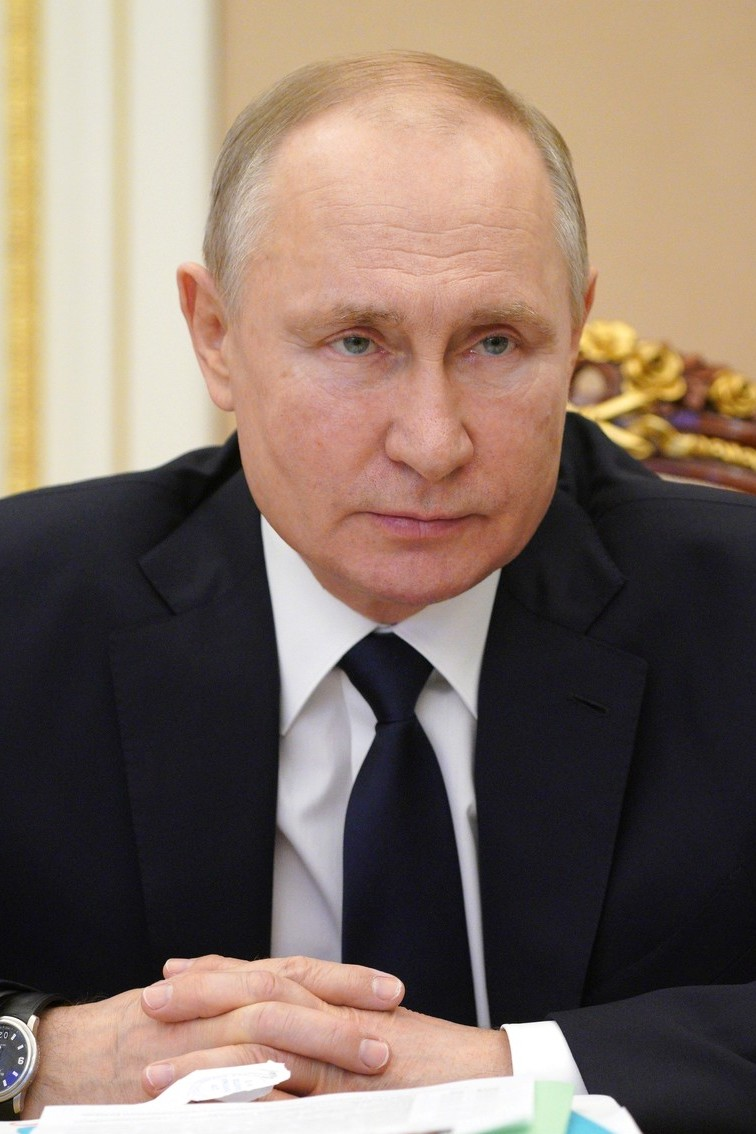
Россия Владимир Путин Президент России
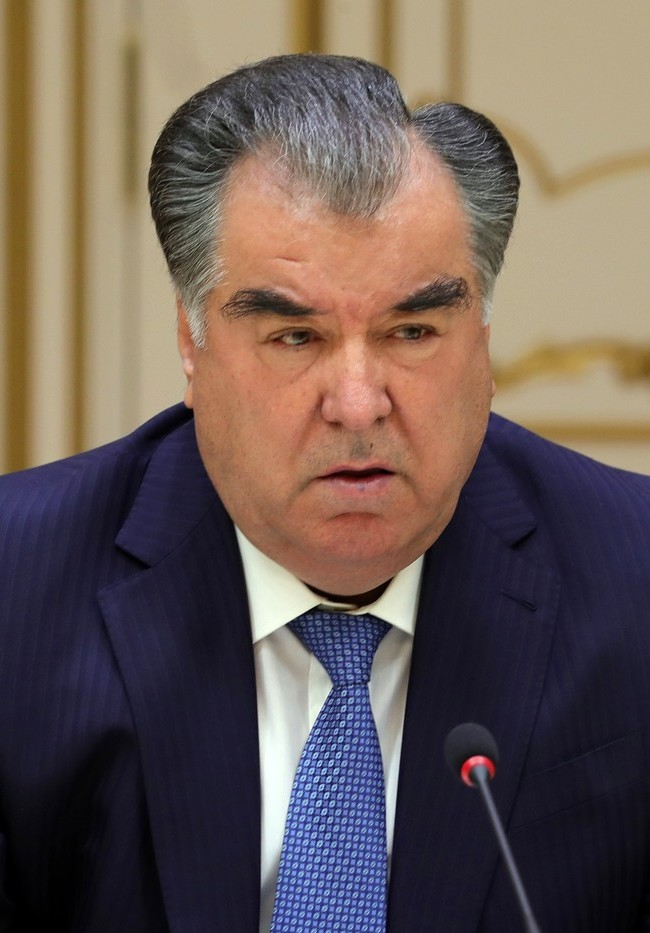
Таджикистан Эмомали Рахмон Президент Таджикистана
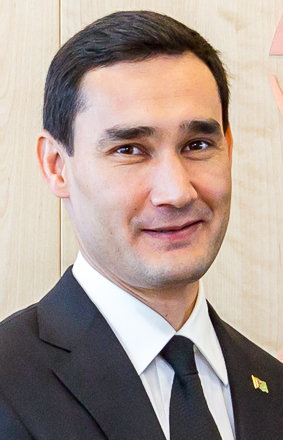
Туркменистан Сердар Бердымухамедов Президент Туркменистана
Узбекистан Шавкат Мирзиёев Президент Узбекистана
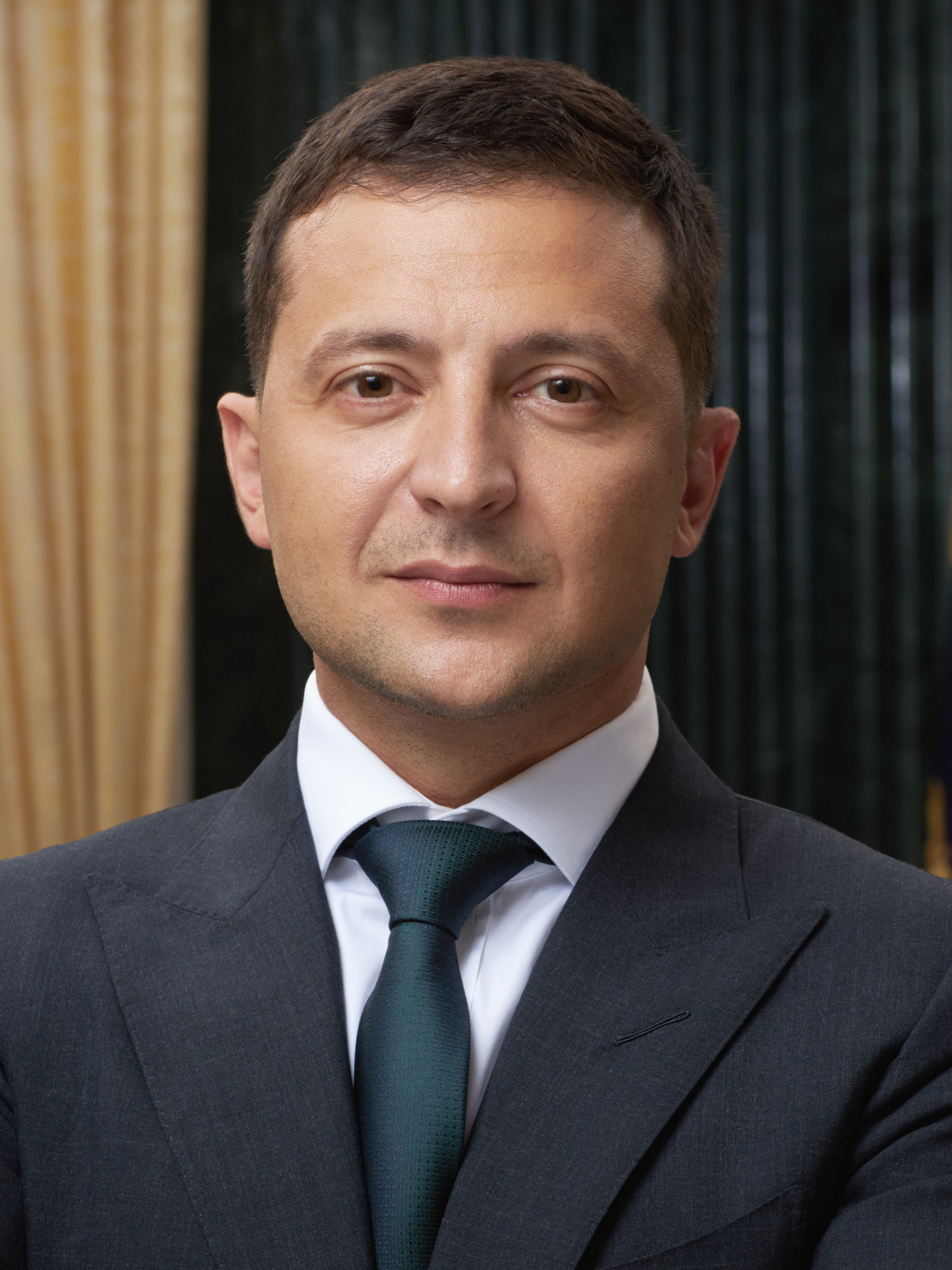
Украина Владимир Зеленский Президент Украины
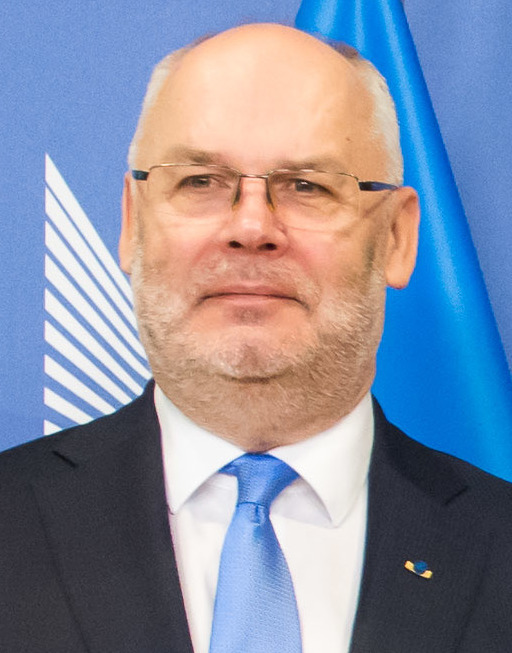
Эстония Алар Карис Президент Эстонии

### СНГ и страны Балтии
Понятие возникло после декабря 1991 года, когда страны Балтии (Латвия, Литва, Эстония) отказались входить в состав СНГ (Содружество независимых государств) — региональную международную организацию, созданную по Беловежским Соглашениям на основе бывших союзных республик СССР и призванную регулировать отношения между этими новыми независимыми государствами.
До 2009 года территориально понятие «СНГ и страны Балтии» было тождественно понятию «постсоветское пространство». В 2009 году Грузия вышла из СНГ, а в 2018 её примеру последовала Украина и покинула членство в СНГ (потому что официально никогда в нём не участвовала).

### Частично признанные и непризнанные государства и спорные территории
Кроме 15 государств, образованных из соответствующих союзных республик и признанных государствами-членами ООН, на постсоветском пространстве есть непризнанные и частично признанные государства: Республика Абхазия, Республика Южная Осетия (РЮО) и Приднестровская Молдавская Республика (ПМР).
С 1991 по 2023 существовала непризнанная Нагорно-Карабахская Республика (НКР). Большинство населения на данной территории составляли армяне, но на международной арене регион считался частью Азербайджана. В 1992—1994 годах здесь была первая война, в ходе которой армянские формирования НКР одержали победу. 5 мая 1994 года был подписан Бишкекский протокол о перемирии и прекращении огня между Арменией и непризнанной Нагорно-Карабахской Республикой (НКР) с одной стороны и Азербайджаном с другой стороны. В период с 9 мая по 11 мая 1994 года было подписано соглашение о прекращении огня с 12 мая 1994 года.
После завершения Карабахской войны конфликт перешёл в замороженную фазу, велись переговоры при посредничестве Минской группы ОБСЕ. Тем не менее вдоль линии соприкосновения Нагорного Карабаха периодически происходили эскалации различного масштаба. В апреле 2016 года произошли крупнейшие на тот момент вооружённые столкновения между армянскими и азербайджанскими силами, получившие в прессе название Четырёхдневной войны. В результате произошли небольшие территориальные изменения в пользу Азербайджана.
В сентябре 2020 года конфликт вновь перешёл в фазу новой войны, по итогам которой, в соответствии с заявлением о прекращении огня от 9—10 ноября 2020 года, Азербайджан получил под контроль большую часть ранее потерянных территорий, которые до 2020 года контролировались НКР.
С апреля 1992 по июнь 1997 года существовала непризнанная полунезависимая Автономная Республика Бадахшан, руководство которой добивалось независимости от Таджикистана из-за продолжавшейся гражданской войны в стране и последующего вхождения в состав России. Это государственное образование впоследствии было реинтегрировано в состав Таджикистана в качестве Горно-Бадахшанской автономной области.
С 1990 по 1994 года (юридически), фактически — до 1995 года существовала непризнанная полунезависимая Республика Гагаузия, руководство которой добивалось независимости от Молдовы. Это государственное образование впоследствии было реинтегрировано в состав Молдовы в качестве Автономного территориального образования Гагаузия.
С июня 1991 года по февраль 2000 года существовала непризнанная полунезависимая Чеченская Республика Ичкерия, руководство которой добивалось независимости от России. Это государственное образование впоследствии было реинтегрировано в состав России в качестве Чеченской республики.
Молдова не признаёт независимость ПМР и считает её своей территорией, временно находящейся под оккупацией российской армии. Грузия также считает Абхазию и Южную Осетию своими территориями, оккупированными российскими войсками.
Азербайджан с 1991 года до 2023 года называл Нагорный Карабах территорией оккупированной армянскими вооружёнными силами. В свою очередь, Армения не признавала независимости Нагорного Карабаха, однако на неофициальном уровне оказывала поддержку данному образованию.
Официально Россия признала независимость Абхазии и Южной Осетии, а также Донецкой и Луганской Народных Республик (до аннексии), другие самопровозглашённые республики на пространстве бывшего СССР не были признаны российским руководством. В то же время РФ оказывает заметное влияние на непризнанные государства. Так, на территории Приднестровья находится Оперативная группа российских войск, целью которой заявлено проведение миротворческой операции и недопущение возобновления боевых действий между Молдовой и ПМР. Также российские военные базы расположены в Абхазии и Южной Осетии.
Крым, части Донецкой, Луганской, Херсонской и Запорожской областей Украины, были оккупированы и аннексированы Россией в ходе российско-украинской войны, начавшейся в 2014 году. Россия контролировала и обеспечивала военную поддержку самопровозглашённым ДНР и ЛНР в ходе войны на Донбассе.
15 марта 2022 года Парламентская ассамблея Совета Европы приняла резолюцию, которая признает Приднестровье территорией Республики Молдова под оккупацией российских вооруженных сил.
19—20 сентября 2023 года Азербайджан провёл военную операцию против сил Нагорно-Карабахской Республики, в результате которой за сутки добился полного контроля над регионом. Представители НКР объявили о прекращении огня на условиях, которые по сути явились актом капитуляции республики.
28 сентября 2023 года глава НКР Самвел Шахраманян подписал указ о прекращении существования НКР с 1 января 2024 года. К октябрю 2023 года практически всё армянское население республики выехало из Нагорного Карабаха.

## Новый Союз
Ещё в дни распада СССР было предложено создать конфедеративный Союз Суверенных Государств (ССГ), войти в который 14 ноября 1991 предварительно согласилось девять из пятнадцати республик (Азербайджан, Беларусь, Казахстан, Кыргызстан, Россия, Таджикистан, Туркменистан, Узбекистан и Украина). В свою очередь Армения, Грузия, Латвия, Литва, Молдова и Эстония отказались от участия в создании данного образования). Однако ССГ так и не был создан.

### Союзное государство
Реальное воплощение идея нового союза обрела в виде Союзного государства, которое находится в этапе мягкой конфедерации, но включает в себя только две бывшие союзные республики.
Конфедеративное Союзное государство было организовано 2 апреля 1997 на базе ранее (2 апреля 1996) созданного Сообщества России и Беларуси. Идея его создания принадлежала президенту Беларуси А. Лукашенко. Но по сути две страны пока так и не объединились в конфедерацию, а СГРБ хоть и продолжает существовать, но не имеет фактической реализации.

### Евразийский союз
После распада СССР в конце XX века — начале XXI века среди общественности и ряда политиков некоторых бывших советских республик получила распространение идея восстановления тесной интеграции на постсоветском пространстве. Наиболее известными её сторонниками называли президента Казахстана Нурсултана Назарбаева, президента России Владимира Путина, философов и политологов Александра Дугина, Александра Панарина, киргизского писателя Чингиза Айтматова.
В 2013 году политические лидеры Беларуси (Александр Лукашенко) и Казахстана (Нурсултан Назарбаев) заявили, что они не имеют планов создания Евразийского союза и выступают исключительно за экономическую интеграцию, предусматривающую сохранение национальных суверенитетов.

## Региональные организации
После распада СССР в регионе возникло несколько международных организаций и содружеств.
Три страны Балтии не присоединились ни к одной из этих постсоветских организаций, их курс изначально и однозначно был направлен на интеграцию только в мир Запада (включая вступление в Европейский союз и НАТО).
Далее упоминаются международные организации, которые полностью или по большей части состоят из постсоветских государств.

### Содружество Независимых Государств
Постсоветские государства:
 Члены СНГ
 Члены Евросоюза и НАТО
 Другие члены ЕС и НАТО
Содружество Независимых Государств (СНГ) — межгосударственное объединение, созданное для развития сотрудничества в политической, экономической, гуманитарной, культурной и других областях. В него вошли все бывшие республики СССР, кроме стран Балтии. Туркменистан является «ассоциированным членом» СНГ, а Грузия, заявившая о выходе из состава СНГ после войны с Россией на своей территории, перестала быть членом СНГ 18 августа 2009. В 2018 году, на фоне необъявленной войны с Россией на своей территории, из состава СНГ вышла и Украина (полноправным участником СНГ она никогда не была, поскольку не подписала его устав).
В 1994 году страны СНГ договорились создать зону свободной торговли, но соглашения не были подписаны. 19 октября 2011 года Армения, Беларусь, Казахстан, Кыргызстан, Молдова, Россия, Таджикистан и Украина подписали соглашение о свободной торговле. Узбекистан присоединился к зоне свободной торговли в 2013 году.

### Организация Договора о Коллективной Безопасности

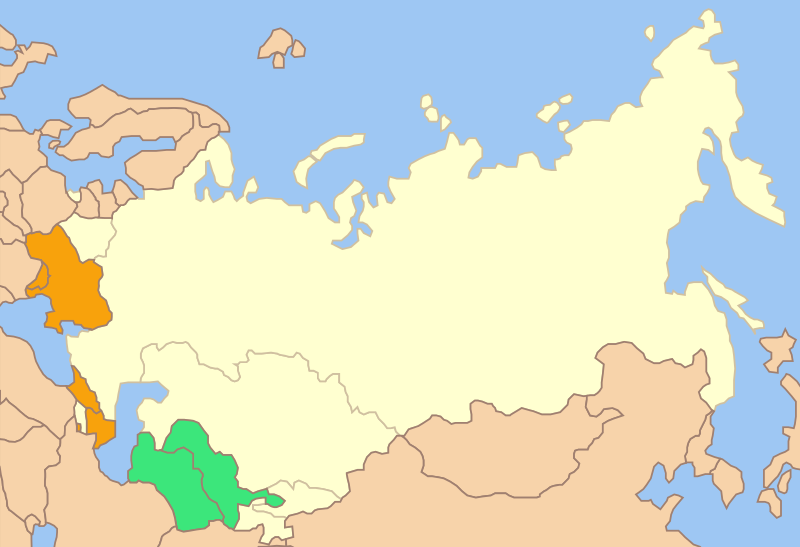
Члены ОДКБ
Члены ГУАМ
Другие члены СНГ

В ОДКБ входят Россия, Беларусь, Казахстан, Кыргызстан, Таджикистан, Армения. Задача ОДКБ — координация и объединение усилий в борьбе с международным терроризмом и экстремизмом, незаконным оборотом наркотических средств и психотропных веществ.
Узбекистан приостановил членство в ОДКБ 19 декабря 2012 года.
Азербайджан и Грузия вышли из ОДКБ 2 апреля 1999 года.

### ГУАМ
В «Организацию за демократию и экономическое развитие — ГУАМ» в настоящее время (после выхода Узбекистана) входят четыре члена: Грузия, Украина, Азербайджан и Молдова. ГУАМ рассматривается многими как организация, созданная в противовес доминированию России в регионе. Государства-члены ГУАМ не входят ни в одну другую созданную на территории бывшего СССР организацию, за исключением СНГ. В 2009 году Грузия официально покинула СНГ. Украина, являясь одной из стран-основательниц, но не являясь полноценной страной-членом СНГ, с 2014 года фактически не участвует в работе в рамках Содружества.

### Евразийское Экономическое Сообщество

Члены ЕврАзЭС
Члены ГУАМ
Другие члены СНГ

Евразийское Экономическое Сообщество (ЕврАзЭС) (2001—2014) было создано Россией, Беларусью, Казахстаном, Кыргызстаном и Таджикистаном. Армения, Молдова, Украина имели статус наблюдателей в этом сообществе. Украина ранее заявляла, что в её намерения не входит получение полного членства в этом сообществе, хотя позже президент Украины В. Янукович в разговоре с В. Путиным заявил, что Украина думает о ЕврАзЭС. Молдова тоже не планирует полностью присоединяться к организации, так как одним из необходимых для этого условий является наличие общих границ с государствами-членами сообщества. Узбекистан согласился присоединиться к организации в октябре 2005, когда начался процесс объединения Организации Центрально-Азиатского Сотрудничества, и Евразийского Экономического Сообщества. Вступление Узбекистана в организацию в качестве действительного члена произошло 25 января 2006 года.
В октябре 2008 года Узбекистан заявил о том, что приостанавливает членство в ЕврАзЭС из-за сомнений в эффективности и результативности деятельности этого межгосударственного объединения. 12 ноября 2008 года ЕврАзЭС официально подтвердил факт приостановления Узбекистаном членства в этой организации.

### ЕАЭС
Евразийский экономический союз создан на основе таможенного союза и объединяет Россию, Беларусь, Казахстан, Армению и Кыргызстан.

### Шанхайская Организация Сотрудничества

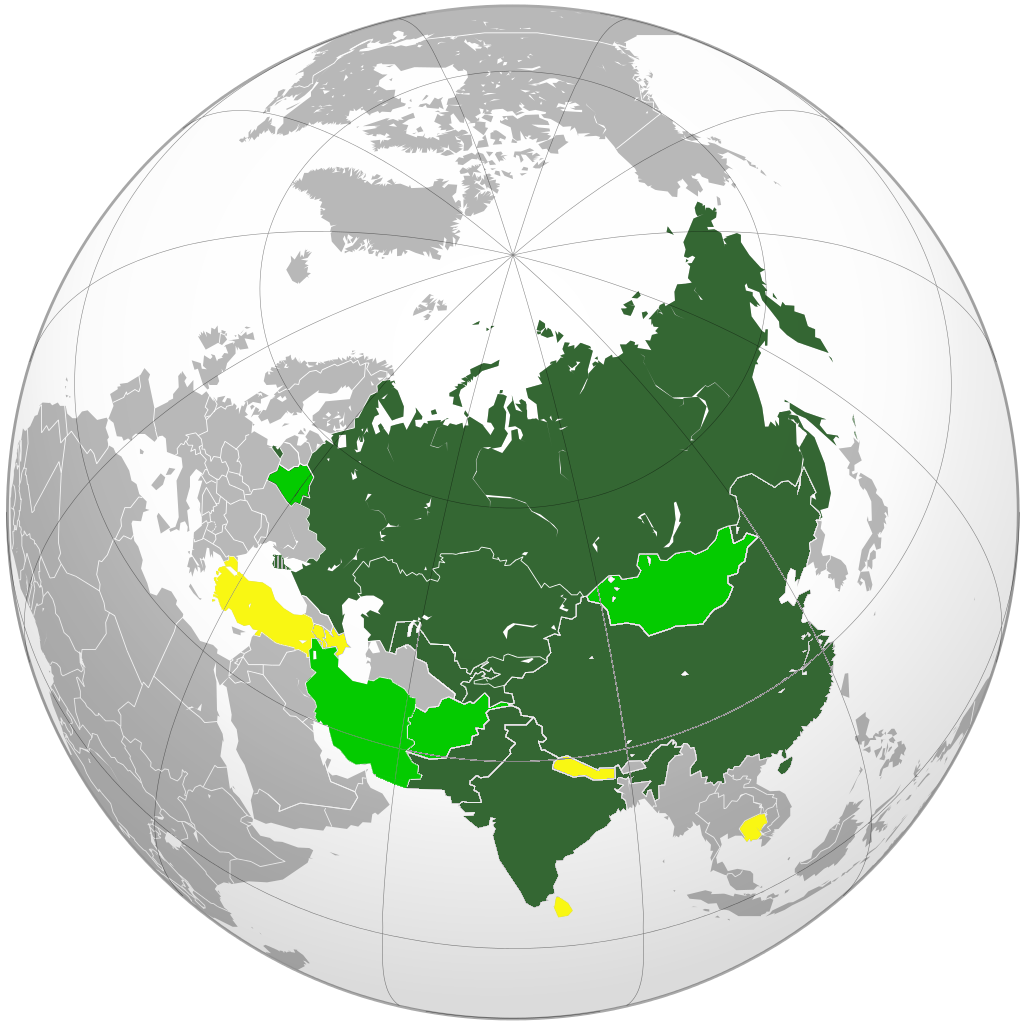
Шанхайская Организация Сотрудничества:
Члены организации
Наблюдатели
Партнеры по диалогу

Шанхайская Организация Сотрудничества (ШОС) состоит из Индии, Китая, Пакистана, России, Казахстана, Кыргызстана, Таджикистана, Узбекистана и Ирана. Организация основана в 2001 г. на основе предшествующей организации, которая называлась Шанхайская Пятёрка, и существовала с 1996 г. Задачи организации в основном касаются вопросов безопасности.

### Содружество Демократического Выбора

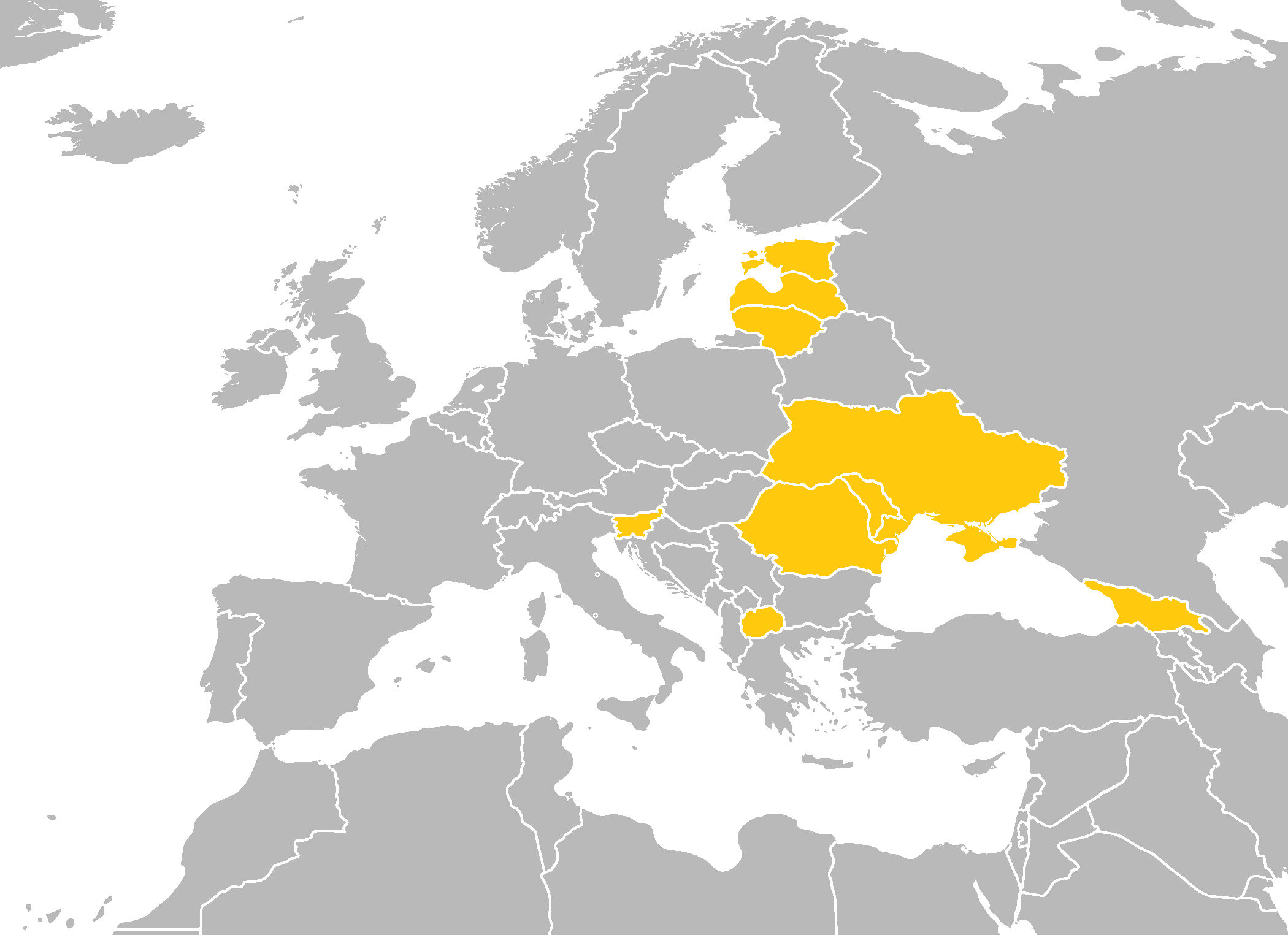
Содружество демократического выбора
Члены СДВ

2 декабря 2005 было объявлено о создании Содружества демократического выбора (СДВ), в которое вошли Украина, Молдова, Литва, Латвия, Эстония, Румыния, Македония, Словения и Грузия. Инициаторами создания Сообщества стали действующие на тот момент президент Украины Виктор Ющенко и президент Грузии Михаил Саакашвили. В декларации о создании сообщества отмечается: «участники будут поддерживать развитие демократических процессов и создание демократических институтов, обмениваться опытом в укреплении демократии и уважении прав человека, а также координировать усилия по поддержке новых и возникающих демократических обществ».

## Критика понятия
По мнению министра иностранных дел Великобритании Дэвида Милибэнда, понятие постсоветского пространства устарело:

По-моему, русские хотят использовать концепцию так называемого «постсоветского пространства», не понимая, что граничащие с Россией бывшие республики СССР — это независимые страны с суверенными границами.
Я считаю это неприемлемым. Украина, Грузия и другие — это не «постсоветское пространство». Это — независимые суверенные страны, обладающие собственным правом территориальной целостности.

## Экономика
После распада Советского Союза бывшие советские республики выбрали капитализм в качестве новой экономической системы. Валовый внутренний продукт во всех бывших советских республиках очень быстро снизился. В 1994 году инфляция достигла 400 % на Украине и 1258 % в Казахстане. В то же время в странах Балтии сохранялся сравнительно низкий уровень инфляции (в Литве он достиг всего лишь 45,1 %). Худший уровень экономической ситуации в бывших советских республиках был зафиксирован в 1995 году. В 2004 году только страны Балтии, Армения, Беларусь и Казахстан достигли уровня валового внутреннего продукта большего, чем в 1991 г. В России в 1998 году разразился экономический кризис. Однако в 2000-х годах Россия вошла в первую десятку стран по суммарному объёму ВВП.
Изменения в валовом внутреннем продукте (ВВП) в постоянных ценах, 1991—2015
| Страна                      | 1991* | 1996 | 2001  | 2006  | 2011  | 2015  | Оборот на год** |
| --------------------------- | ----- | ---- | ----- | ----- | ----- | ----- | --------------- |
| Восточно-европейские страны |       |      |       |       |       |       |                 |
| Россия                      | 100   | 63,1 | 74,5  | 103,3 | 118,3 | 119,8 | 1997            |
| Украина                     | 100   | 47,2 | 51,8  | 73,7  | 75,9  | 63,4  | 2000            |
| Белоруссия                  | 100   | 67,9 | 94,0  | 141,5 | 192,5 | 193,9 | 1996            |
| Молдова                     | 100   | 45,2 | 45,0  | 62,5  | 74,5  | 83,2  | 1997            |
| Страны Балтии               |       |      |       |       |       |       |                 |
| Эстония                     | 100   | ?    | ?     | ?     | ?     | ?     | ?               |
| Латвия                      | 100   | 67,8 | 92,9  | 143,1 | 130,1 | 145,8 | 1993            |
| Литва                       | 100   | 64,6 | 81,5  | 119,8 | 123,9 | 139,6 | 1995            |
| Закавказье                  |       |      |       |       |       |       |                 |
| Армения                     | 100   | 63,3 | 84,2  | 154,7 | 172,5 | 202,6 | 1994            |
| Азербайджан                 | 100   | 42,7 | 65,2  | 150,2 | 241,1 | 276,5 | 1996            |
| Грузия                      | 100   | 39,8 | 49,8  | 74,1  | 93,2  | 109,3 | 1995            |
| Центральная Азия            |       |      |       |       |       |       |                 |
| Казахстан                   | 100   | 69,3 | 88,5  | 141,4 | 185,7 | 219,0 | 1996            |
| Кыргызстан                  | 100   | 58,9 | 76,1  | 89,6  | 114,4 | 133,9 | 1996            |
| Таджикистан                 | 100   | 34,1 | 45,2  | 56,0  | 98,1  | 124,5 | 1997            |
| Туркменистан                | 100   | 68,4 | 107,7 | 215,5 | 351,8 | 515,5 | 1998            |
| Узбекистан                  | 100   | 82,9 | 102,6 | 137,5 | 208,4 | 281,2 | 1996            |

*Экономика большинства советских республик начала сокращаться в 1989—1990 годах, поэтому показатели за 1991 год не соответствуют дореформенным максимумам.
**Год, когда снижение ВВП переключилось на рост ВВП.

## Прогресс в развитии
Постсоветские государства перечислены в соответствии с ИЧР (2019).
Очень высокий ИРЧП:
- Эстония: 0,892
- Литва: 0,882
- Латвия: 0,866
- Казахстан: 0.825
- Россия: 0,824
- Беларусь: 0,823
- Грузия: 0,812

Высокий ИРЧП:
- Украина: 0,779
- Армения: 0,776
- Азербайджан: 0,756
- Молдова: 0,750
- Узбекистан: 0,720
- Туркменистан: 0,715

Средний ИРЧП:
- Кыргызстан: 0,696
- Таджикистан: 0,668

## Войны и конфликты
Владимир Крючков, председатель КГБ СССР в 1988—1991 годах, заявил в интервью в конце 2003 года:
За десять лет, с 91-го по 2000 год, в этих конфликтах только убитыми мы потеряли более 750 тысяч наших граждан. Ещё около трёх с половиной миллионов были ранены. 12 миллионов человек в бывших республиках Союза превратились в изгоев, беженцев, вынужденных бросить свои жилища и имущество и перебраться в места, где была хоть какая-то возможность выжить.

### Войны
Российско-украинская война (с 2014 года), в частности:
- Аннексия Крыма;
- Война на Донбассе;
- Вторжение России на Украину (с 2022 года).

Подконтрольные России Донецкая и Луганская Народные Республики 24 мая 2014 года подписали договор о создании Новороссии. 18 мая 2015 года союз прекратил своё существование. Республики не были признаны, а занятая ими территория принадлежит Украине согласно международно-признанным границам.
21 февраля 2022 года Россия признала ДНР и ЛНР независимыми государствами, а 24 февраля того же года открыто вторглась на территорию Украины. 30 сентября 2022 года Россия заявила об аннексии Донецкой, Луганской, Херсонской и Запорожской областей Украины.

### Сепаратистские конфликты
Военные конфликты на территории бывшего СССР частично связаны с сепаратизмом и стремлением некоторых территорий с различным национальным и религиозным составом к отделению от государства, субъектами которого они официально являются. Часть конфликтов связывают с русским ирредентизмом и процессом создания марионеточных государств.
Некоторые территории и возникшие там военные конфликты:
- Приднестровье и Гагаузия, конфликты за независимость от Молдовы и присоединение к России (Вооружённый конфликт в Приднестровье, Поход на Гагаузию);
- Абхазия и Южная Осетия, конфликты за независимость от Грузии и присоединение к России (Война в Абхазии, Южноосетинская война, Пятидневная война в Грузии);
- Чечня, конфликт за независимость от России (Первая и Вторая чеченские войны);
- Нагорный Карабах, конфликт за независимость от Азербайджана и присоединение к Армении (Карабахский конфликт).

После двух периодов кровопролитных вооружённых столкновений (первая и вторая чеченские войны), Чечня вернулась под власть российского федерального правительства. Самопровозглашённая Чеченская Республика Ичкерия была ликвидирована российскими войсками, хотя отдельные боевые столкновения между силовыми структурами Российской Федерации и чеченскими сепаратистами, поддерживаемыми иностранными наёмниками (в том числе — из арабских государств) продолжались вплоть до 2017 года.
Республика Гагаузия была мирно реинтегрирована в состав Республики Молдова в 1994 году в качестве автономного территориального образования.
Приднестровье, Абхазия и Южная Осетия получили независимость де-факто, де-юре независимость Абхазии и Южной Осетии признали Россия, Никарагуа, Венесуэла, Науру, Сирия и некоторые непризнанные государства. Независимость Приднестровья не признало ни одно государство-член ООН. На международной арене эти территории продолжают считаться частью Молдовы и Грузии соответственно. На всех этих территориях присутствуют российские военные (ОГРВ ПРРМ, 4-я гв. военная база и 7-я военная база). В 2001 году эти непризнанные государства заключили между собой договор о создании Содружества Непризнанных Государств (СНГ-2).
15 марта 2022 года Парламентская ассамблея Совета Европы признала Приднестровье территорией Республики Молдова под оккупацией Российской Федерации.
19—20 сентября 2023 года Азербайджан провёл военную операцию против сил Нагорно-Карабахской Республики, в результате которой за сутки добился полного контроля над регионом. Представители НКР объявили о прекращении огня на условиях капитуляции республики.
28 сентября 2023 года глава НКР Самвел Шахраманян подписал указ о прекращении существования НКР с 1 января 2024 года.

### Гражданские войны
Дважды в регионе происходили гражданские войны, не связанные с сепаратизмом.
- Гражданская война в Грузии (1991—1993), между силами Звиада Гамсахурдиа и Эдуарда Шеварднадзе.
- Гражданская война в Таджикистане (1992—1997).

### Государственные перевороты
- Государственный переворот в Грузии (1991—1992) — вооружённый мятеж отрядов Мхедриони и Национальной гвардии, завершившийся изгнанием Президента Грузии Звиада Гамсахурдиа за пределы страны.
- Государственный переворот в Азербайджане (1993) — вооружённый мятеж под командованием Сурета Гусейнова, завершившийся отставкой Президента Азербайджана Абульфаза Эльчибея.
- Разгон Верховного Совета России (1993) — вследствие конфликта между Президентом Российской Федерации Борисом Ельциным с одной стороны и Верховным Советом Российской Федерации во главе с Русланом Хасбулатовым при поддержке вице-президента Александра Руцкого — с другой.
- Провалившийся государственный переворот в Азербайджане (1995) — вооружённый мятеж под командованием Ровшана Джавадова, завершившийся разгромом ОПОН.
- Провалившийся государственный переворот в Грузии (1998) — вооружённый мятеж под командованием Акакия Элиавы.
- Провалившийся государственный переворот в Армении (1999) — террористы, осуществившие захват заложников, утверждали, что осуществляют государственный переворот.

### Революции
- Революция в Кыргызстане и последовавшие за ней массовые беспорядки на юге страны (2010) — отстранение от власти Президента Кыргызстана Курманбека Бакиева.
- Евромайдан на Украине (2013—2014).
- Революция в Кыргызстане (2020).

### Цветные революции
В четырёх республиках бывшего СССР после выборов произошли так называемые цветные революции, которые привели к власти оппозицию:
- 2003 — «Революция роз» в Грузии.
- 2004 — «Оранжевая революция» на Украине.
- 2005 — «Тюльпановая революция» в Кыргызстане.
- 2018 — Бархатная революция в Армении

В других республиках бывшего СССР произошли массовые акции, которые часто квалифицировались как попытки цветных революций:
- 2006 — попытка Васильковой революции в Беларуси.
- 2008 и 2015 — попытка цветной революции и последующие события в Армении[37].
- 2009 — попытка цветной революции в Молдове[38].
- 2011 — революция через социальные сети в Беларуси.
- 2011 — Снежная революция в Южной Осетии.
- 2011—2013 — попытка Болотной революции в России.
- 2013—2014 — Революция достоинства на Украине.
- 2020—2021 — попытка Белорусской революции в Беларуси

### Политические кризисы
- Конституционный кризис в России (1992—1993) — конфликт между двумя политическими силами: с одной стороны — Президент России Б. Н. Ельцин, Совет Министров — Правительство Российской Федерации во главе с председателем Виктором Черномырдиным, мэр Москвы Юрий Лужков и ряд региональных руководителей, часть народных депутатов — сторонники Ельцина; с другой стороны — руководство Верховного Совета и большая часть народных депутатов во главе с Р. И. Хасбулатовым, а также вице-президент России А. В. Руцкой и некоторые другие представители законодательной власти. Причиной конфликта стали различия в представлениях сторон конфликта о реформировании конституционного устройства, о новой Конституции, а также о путях социально-экономического развития России. Результатом кризиса стал государственный переворот, в результате которого Съезд народных депутатов и Верховный Совет были распущены. Россия стала президентской республикой, советская модель республики прекратила существование.
- Конституционный кризис в Чечне (1992—1993) — конфликт между двумя политическими силами: с одной стороны — Президент ЧРИ и Кабинет министров ЧРИ; с другой стороны — Парламент ЧРИ, Конституционный суд ЧРИ и Грозненское городское собрание. В результате в республике вводится прямое президентское правление, комендантский час, а Парламент, Конституционный Суд и Грозненское городское собрание были распущены.
- Политический кризис в Челябинской области (1993) — острый конфликт, вызванный противоборством назначенного президентом главы администрации Челябинской области Вадима Соловьёва и избранного в апреле 1993 года главой администрации Петра Сумина. Противостояние достигло такой остроты, что вопрос решался на федеральном уровне.
- Политический кризис в Казахстане (1995), приводивший к роспуску парламента и отставке правительства. Позднее в том же году был проведён референдум о продлении полномочий президента, а затем принята новая конституция, ликвидировавшая, среди прочего, Конституционный суд. В результате кризиса с марта по декабрь 1995 года в Казахстане отсутствовала законно избранная законодательная власть.
- Политический кризис в Беларуси (1996) — внутриполитический кризис, вызванный противостоянием Верховного Совета и Конституционного суда с действующим президентом Александром Лукашенко.
- Межвоенный кризис в Чечне (1997—1999) — конфликт между светскими националистами и ваххабитами в Чеченской Республике Ичкерия. Причиной кризиса стала активизация ваххабитов в соседнем Дагестане, расколовшая правительство ЧРИ на светских националистов, которые хотели проводить политику невмешательства, и радикальных исламистов, которые выступали за оказание помощи «братьям по вере». Результатом конфликта стало вторжение чеченских исламистов в Дагестан.
- Политический кризис в Карачаево-Черкесии (1999) — острый конфликт, вызванный противоборством двух кандидатов разных национальностей на пост главы Карачаево-Черкесии Владимира Семёнова и Станислава Дерева.
- Аджарский кризис (2004) — конфликт между центральной властью и властью Автономной Республики Аджария в Грузии. Причиной кризиса стала фактическая узурпация власти в Автономной Республике Аджария Асланом Абашидзе и нестабильная ситуация в Грузии после ряда войн, а также непосредственно «Революции роз». Результатом кризиса стало полное подчинение автономной республики столичным властям.
- Приднестровский кризис 2006 года — резкое обострение дипломатических отношений между Кишинёвом, Тирасполем и Киевом в 2006 г.
- Политический кризис на Украине (2006) — конфликт между исполнительной (Президент, Премьер-министр, кабинет министров) и законодательной властью (Верховная Рада). Результатом стало постановление Верховной Рады об отставке правительства. Правительство тем не менее так и продолжило работу, а постановление Верховной Рады об отставке правительства было отменено уже новым составом украинского парламента.
- Политический кризис на Украине (2007) — конфликт между Премьер-министром Виктором Януковичем и Президентом Виктором Ющенко. Причиной кризиса стало стремление Премьер-министра Януковича расширить свои властные полномочия и ограничить власть Президента Ющенко. Результатом стал роспуск парламента Президентом и перевыборы парламента, в результате которых Премьер-министром стала Юлия Тимошенко.
- Выступления оппозиции в Грузии (2007) — многотысячные митинги в Тбилиси, направленные против президента Михаила Саакашвили. Итогом выступлений стало назначение досрочных президентских выборов в Грузии на 5 января 2008 года.
- Грузино-российский кризис (2008) — обострение напряжённости в грузино-российских отношениях в 2008 году, непосредственно перед началом войны в Грузии.
- Политический кризис на Украине (2008—2009)
- Политический кризис в Абхазии (2014) — конфликт между Президентом и Национальным Собранием, результатом которого стал роспуск Правительства и отставка Президента.
- Политический кризис на Украине (2016)
- Политический кризис в Луганской Народной Республике (2017)
- Политический кризис в Молдове (2019)
- Протесты в Москве (2019)
- Политический кризис в Абхазии (2020)
- Протесты в Хабаровском крае
- Протесты в Беларуси (2020—2021)
- Протесты в поддержку Алексея Навального (2021)
- Российско-украинский кризис (2021—2022)
- Протесты в Казахстане (2022)
- Протесты в Каракалпакстане (2022)